# 诺格拉德克韦什德
诺格拉德克韦什德，是匈牙利诺格拉德州所辖的一个村。总面积8.80平方公里，总人口686，人口密度78.0人/平方公里（2011年1月1日）。